# Jagodnoje
Jagodnoje – osiedle typu miejskiego w Rosji, w obwodzie magadańskim, centrum administracyjne rejonu jagodnińskiego. W 2010 roku liczyło 4210 mieszkańców.